# The Wyatt Sicks
I Wyatt Sicks (stilizzato Wyatt Sick6) sono una stable di wrestling attiva in WWE composta da Uncle Howdy, Dexter Lumis, Joe Gacy, Abby the Witch e Erick Rowan.
Le origini del gruppo risalgono a Bray Wyatt, il vero fratello nella vita reale di Howdy, morto nell'agosto 2023. Wyatt era tornato in WWE nell'ottobre 2022 e si era poi alleato con Howdy in dicembre con in mente piani per formare una nuova stable che avrebbe dovuto includere "versioni in carne e ossa" dei pupazzi della "Firefly Funhouse" di Wyatt, e chiamarsi "Wyatt 6". A seguito del decesso di Wyatt, il personaggio di Uncle Howdy rimase in stallo fino al giugno 2024, quando tornò insieme a Rowan, Lumis, Gacy e Cross, formando i "Wyatt Sicks" (gioco di parole con "Wyatt 6 (six)" e "sicks"), con gli altri membri ad impersonare i pupazzi: Rambling Rabbit, Mercy the Buzzard, Huskus the Pig Boy e Abby the Witch.

## Storia

### Formazione
Dopo il ritorno di Bray Wyatt in WWE (avvenuto nell'ottobre 2022 all'evento Extreme Rules), egli cominciò ad essere accompagnato da un misterioso personaggio che Wyatt identificò solamente come "Uncle Howdy", che poi si scoprì essere interpretato da Bo Dallas. Uncle Howdy fece numerose apparizioni, principalmente in segmenti che coinvolgevano Wyatt e Alexa Bliss. Dopo aver "torturato" Wyatt per diverse settimane, Howdy fa il suo debutto nella puntata di Smackdown del 16 dicembre, dopo che LA Knight aveva accusato Wyatt di essere lui stesso Uncle Howdy. Wyatt e Howdy apparvero insieme per l'ultima volta il 17 febbraio 2023 a SmackDown. Poco tempo dopo Wyatt fu costretto a prendersi una pausa per motivi di salute. Wyatt morì il 24 agosto all'età di 36 anni, e di conseguenza la storyline di Uncle Howdy e il suo personaggio furono rimossi dalla programmazione WWE. Prima della morte di Wyatt, c'erano state speculazioni online che lui e Howdy avrebbero formato una nuova versione della The Wyatt Family chiamata The Wyatt 6 che avrebbe incluso anche delle versioni in carne ed ossa dei pupazzi dello show Firefly Funhouse.
Dopo WrestleMania XL dell'aprile 2024, brevi distorsioni dello schermo apparvero in vari momenti durante la programmazione televisiva della WWE, con ogni glitch che mostrava un QR code che portava a siti web contenenti immagini, mini giochi ed enigmi che facevano vagamente riferimento al ritorno di Uncle Howdy. In alcuni casi, i profili dei social media della WWE furono invasi da Howdy. Ciò comprese anche l'inclusione di un codice QR per il videogioco WWE 2K24 che appariva all'avvio del gioco.
Al termine della punta del 17 giugno 2024 di Raw, le luci nell'arena si spensero e apparve una porta sullo sfondo del palco. La porta si aprì rivelando Nikki Cross, truccata da strega, che strisciava sul pavimento tra la nebbia verso la lanterna di Bray Wyatt, prima di alzarsi in piedi e indicare con il dito la porta dirigendo il cameraman nel backstage dove furono mostrati numerosi membri del personale del backstage della WWE, diversi membri del personale di sicurezza e Chad Gable, che erano stati brutalmente attaccati. Erick Rowan, Dexter Lumis e Joe Gacy furono mostrati in piedi sopra la carneficina in vari punti, prima di rivelare finalmente Uncle Howdy, che condusse il gruppo sul palco prima di afferrare la lanterna e proclamare "siamo qui" e spegnerla, in modo simile a come faceva Bray Wyatt. Fu quindi rivelato che il nuovo gruppo si chiamava Wyatt Sicks, con Cross, Rowan, Lumis e Gacy ad interpretare rispettivamente Abby the Witch, Rambling Rabbit, Mercy the Buzzard e Huskus the Pig Boy.
Il 24 giugno a Raw, Bo Dallas apparve in un filmato mentre veniva "intervistato" dal suo alter-ego Uncle Howdy. Dallas parlò della morte del fratello Bray Wyatt, e del trauma causata su di lui da essa. Nella puntata del 1º luglio, una nuova intervista tra i due rivela di fatto che sia proprio l'ex Bo Dallas ad interpretare Uncle Howdy e, durante il video, si può capire che Howdy sia la controparte malvagia del fratello di Wyatt, che di fatto assume il controllo della mente di Taylor.

### Varie faide
Il gruppo lottò il suo primo match nel corso della puntata del 5 agosto di Raw, dove Lumis, Gacy e Rowan affrontarono Chad Gable e i Creed Brothers. A prevalere furono i Wyatt Sicks dopo che Lumis schienò Gable. Nella puntata di Raw del 26 agosto, Uncle Howdy affrontò Gable in un match singolo, in cui Howdy vinse dopo l'interferenza sia degli American Made che dei Wyatt Sicks, prima di eseguire la sua Sister Abigail. Il 9 settembre, a Raw la stable vince il mixed 8 person street fight contro l'intera American Made.
Nella puntata di Raw del 21 ottobre la stable ha attaccato il The Final Testament e The Miz, quest'ultimo aveva in precedenza tradito R-Truth. La rivalità si è conclusa due mesi dopo con la sconfitta della stable di Uncle Howdy in un eight-man tag team match.
Dopo mesi d'assenza la stable ritorna nella puntata di SmackDown del 24 maggio 2025 interferendo nel mach per i titoli WWE Tag Team Championship tra i Fraxiom e gli Street Profits.